# La clemencia de Escipión

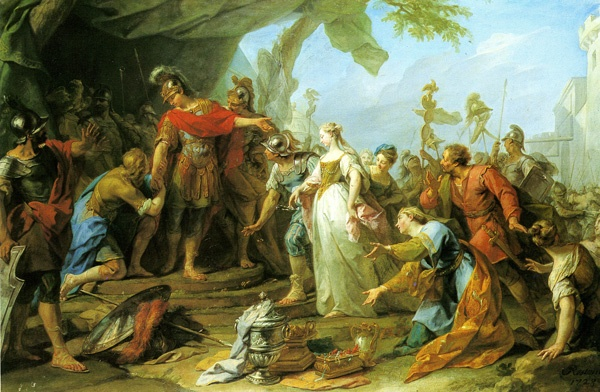
Escipión devolviendo su prometida a Alucio, de Jean II Restout.

Clemencia, magnanimidad o continencia de Escipión son las denominaciones convencionales de un tema artístico muy desarrollado por la literatura, la ópera y las artes plásticas desde el Renacimiento y el Barroco. Está basado en el relato legendario de la toma por el general romano Escipión el Africano de la ciudad cartaginesa de Qart Hadasht (en latín Carthago Nova, la actual Cartagena) el año 209 antes de Cristo.
La toma de Cartagena, episodio clave de la segunda guerra púnica en la península ibérica, se narró por primera vez en las Historiae de Polibio (mediados del siglo II a. C.); y se desarrolló posteriormente en la literatura latina (Tito Livio, Floro, Silio Itálico, Apiano, Dion Casio), con secuelas hasta el siglo VI. Como tema iconográfico aparece en la pintura del Renacimiento, y continuó siendo muy desarrollado por la pintura de historia hasta el siglo XIX.
Tomando como base el primitivo texto de Polibio, Tito Livio retomó el asunto en su Ab Urbe condita libri (finales del siglo I a. C.). El nuevo relato resulta notablemente ampliado y enriquecido con respecto al original: tras la toma de la ciudad de Qart Hadasht y el reparto de premios entre los vencedores (que incluyó una insólita doble concesión de la corona mural) unos soldados romanos presentan ante Escipión, como botín de guerra, a una joven de excepcional belleza. La muchacha era una princesa nativa, prometida de Alucio, un caudillo celtíbero. El padre de la princesa acude portando un rescate para su liberación. Escipión, joven y mujeriego, está tentado de quedarse a la joven para sí; no obstante, da orden de devolverla a su padre, consignando el rescate como dote para las bodas.
El significado moral del tema es el triunfo de la virtud sobre el deseo; o sea, no tanto clemencia o perdón como más bien continencia o autocontrol, lo contrario del vicio clásico denominado akrasia. La figura de Escipión se exalta hasta límites heroicos y se le convierte en un modelo de comportamiento para los romanos. Es evidente la comparación de esta actitud con la opuesta que representa Agamenón en el comienzo de la Iliada, al resistirse a devolver a Criseida a su padre, el sacerdote Crises, lo que provocó el castigo de Apolo y una concatenación de hechos que llevaron al enfrentamiento con Aquiles (en alguna ocasión ambos episodios se han usado como tema para un pendant).

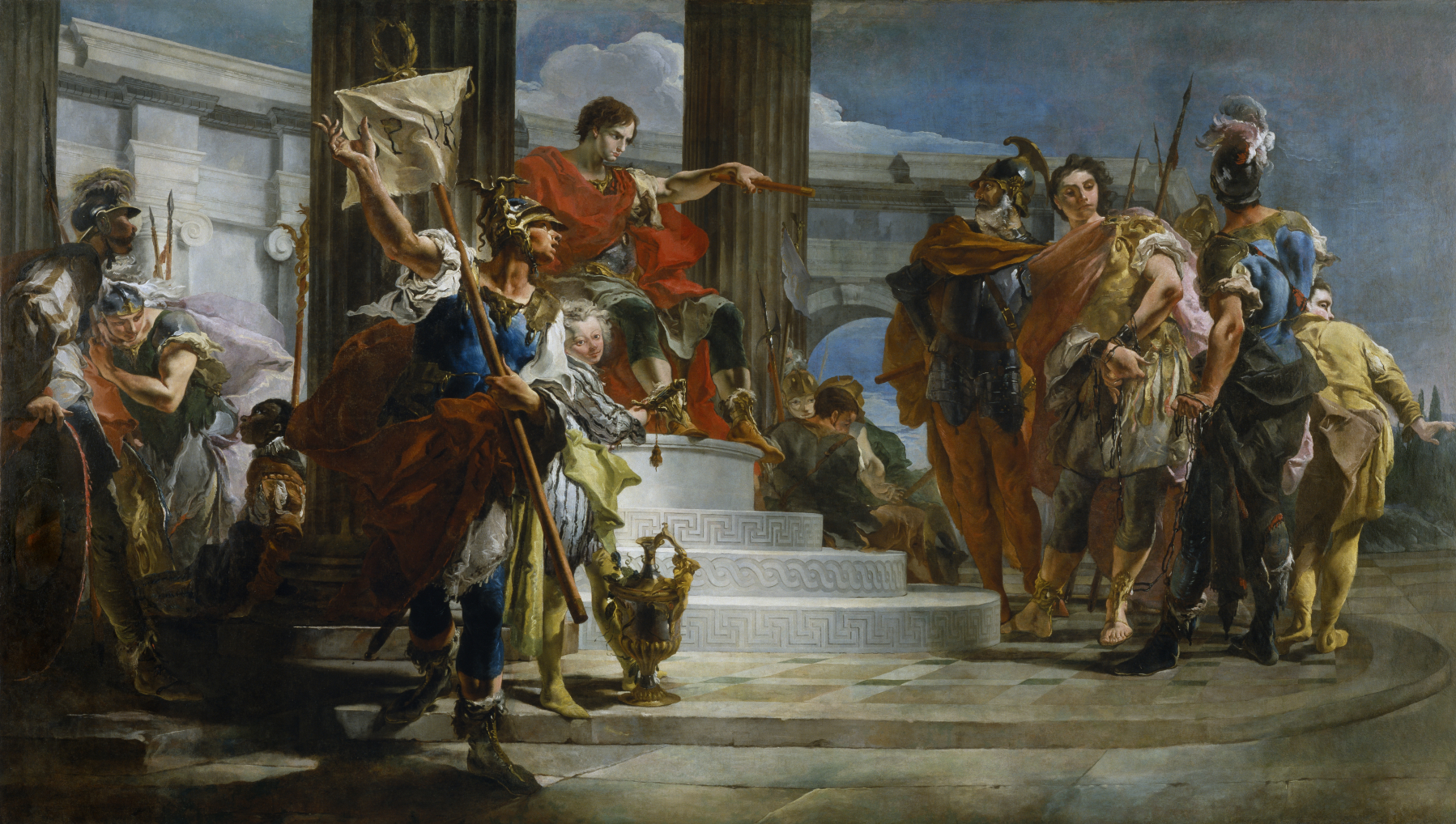
Escipión liberando a Massiva, de Tiépolo.

En realidad, la naturaleza de la decisión de Escipión fue esencialmente política: la presencia en Cartagena de un gran número de rehenes mantenidos por los cartagineses como prenda de la fidelidad de distintos pueblos indígenas de la península ibérica, ofreció a los romanos la posibilidad de realizar una operación de gran alcance. Los liberaron sin más pago que volver a sus lugares de origen, convirtiéndose así en los mejores embajadores posibles de Roma.
Un episodio muy semejante se produjo ese mismo año protagonizado por Escipión y otra joven princesa, denominada Massiva, sobrina de Masinisa, rey de Numidia.

## Pintura

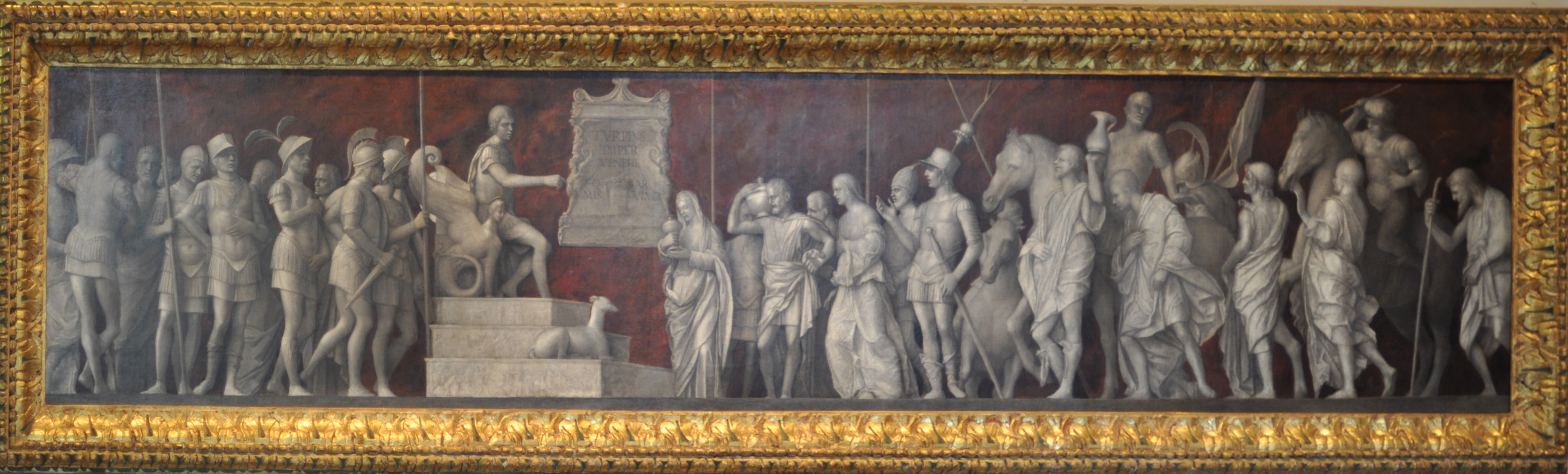
Bellini.

Los ejemplos de obras pictóricas que representan el tema de la continencia de Escipión son numerosos, comenzando con una tabla de Guido y Amico Aspertini (1496), un cuadro de Pinturicchio, una grisalla de Giovanni Bellini (1505), dos lienzos del flamenco Anton van Dyck, y otros de los franceses Nicolas Poussin y François Lemoyne (ambos en el Louvre). Del veneciano Giovanni Battista Tiepolo hay una serie de frescos en la Villa Cordellina Lombardi de Vicenza. En el Palacio Real de Madrid se conserva una serie de tapices sobre cartones de Julio Romano, encargada por Francisco I de Francia en 1533, con la historia de Escipión, entre cuyos episodios se encuentran La toma de Cartagena y La continencia de Escipión.

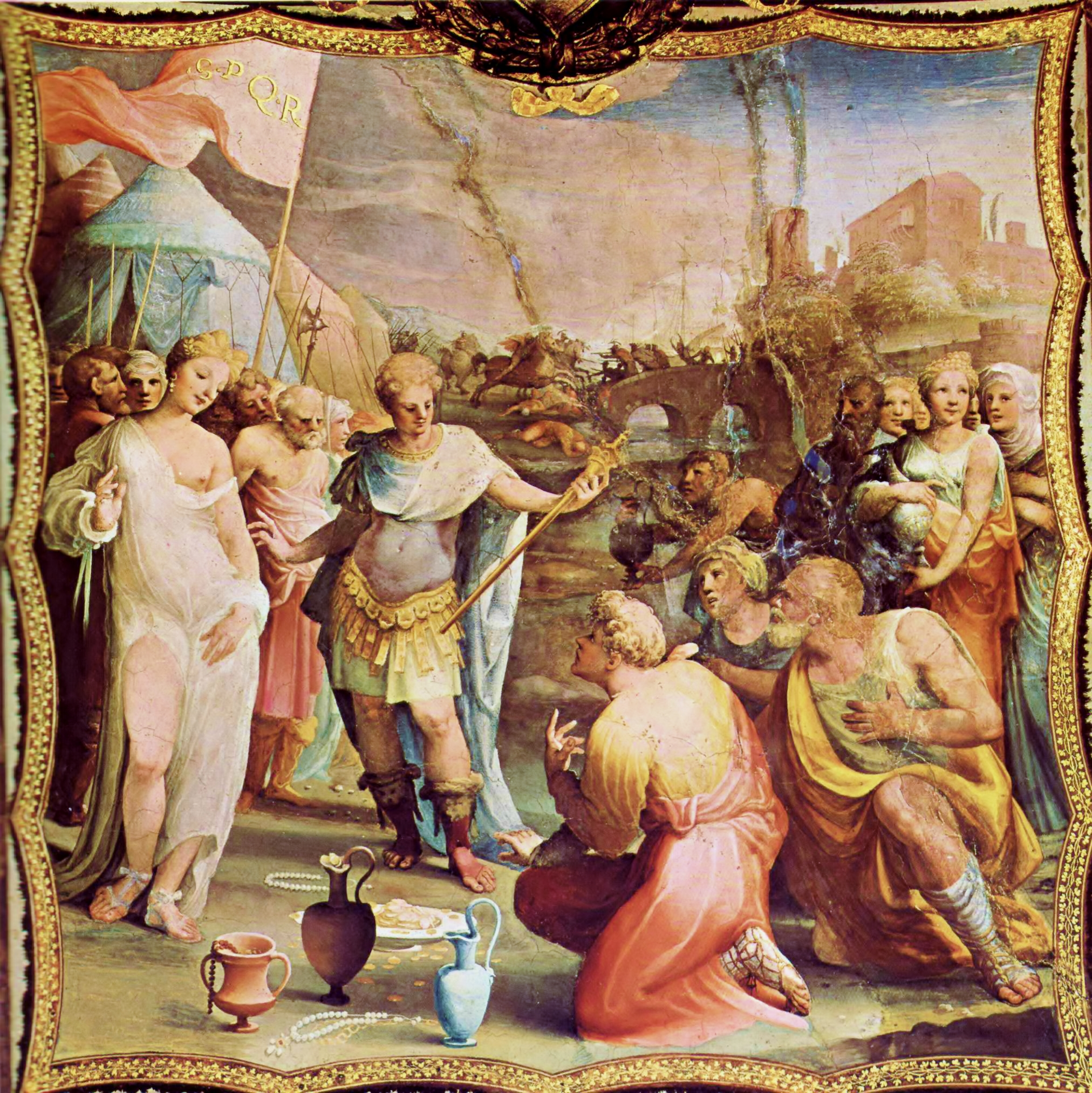
Domenico Beccafumi.
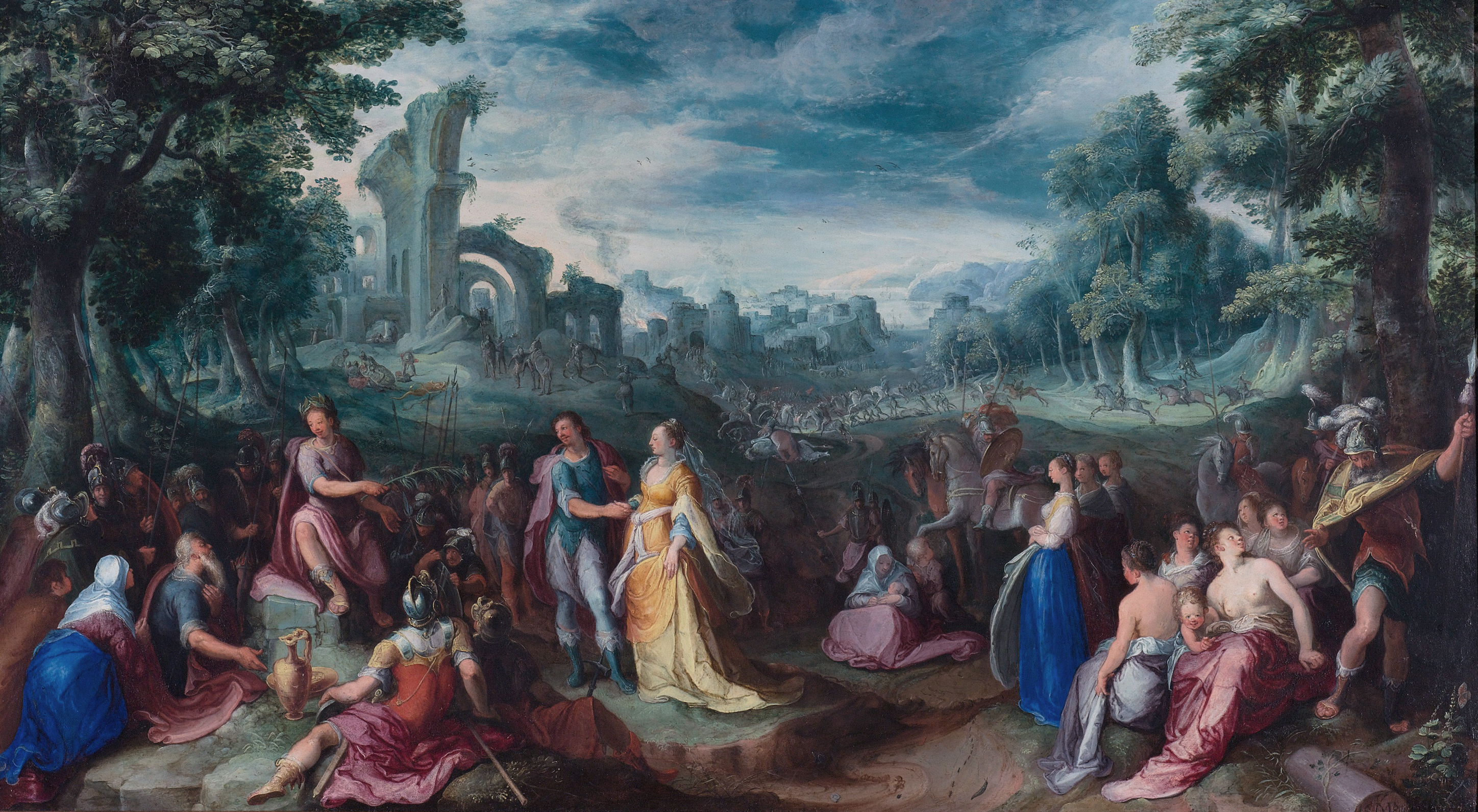
Karel van Mander.
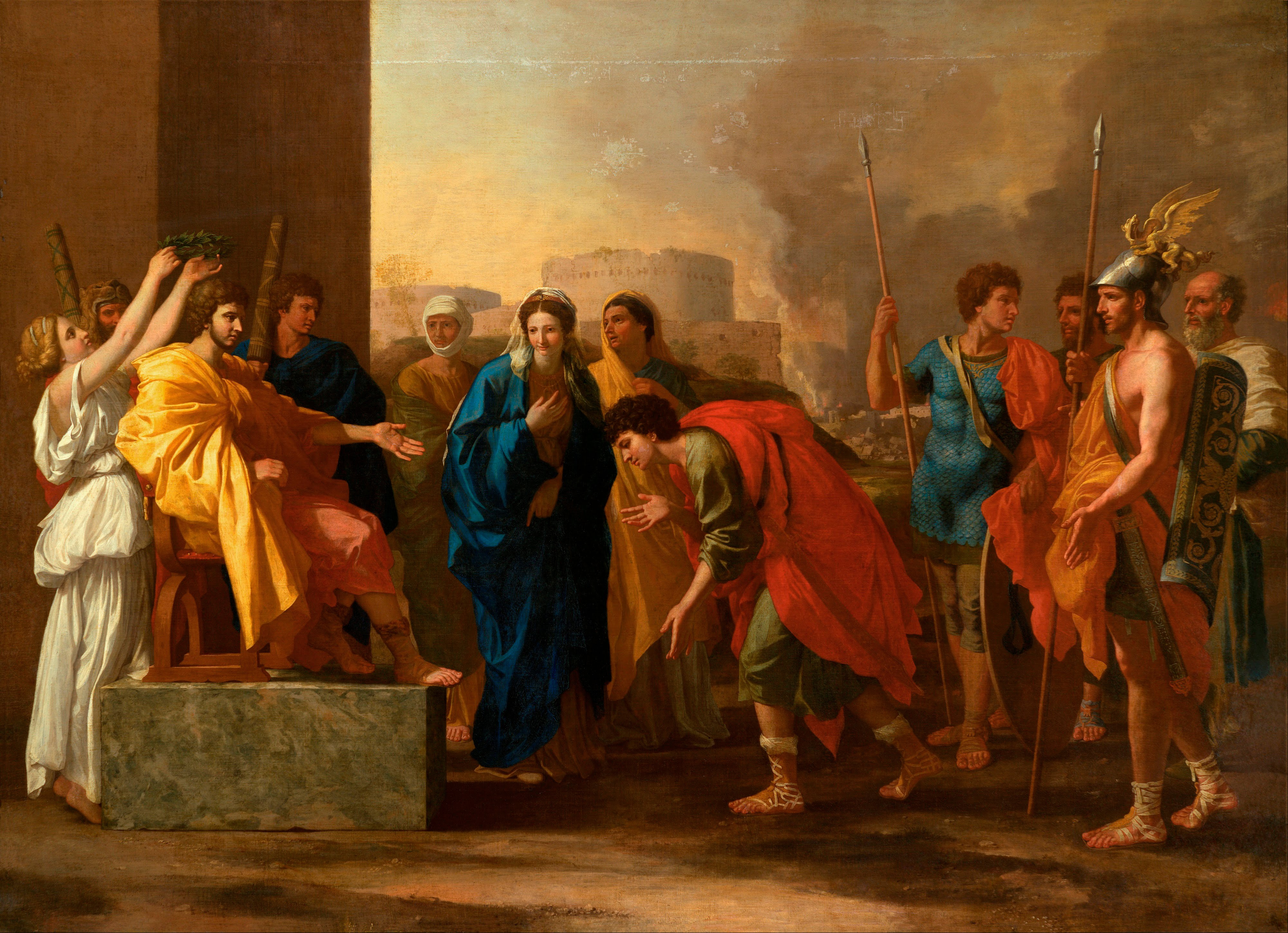
Poussin.
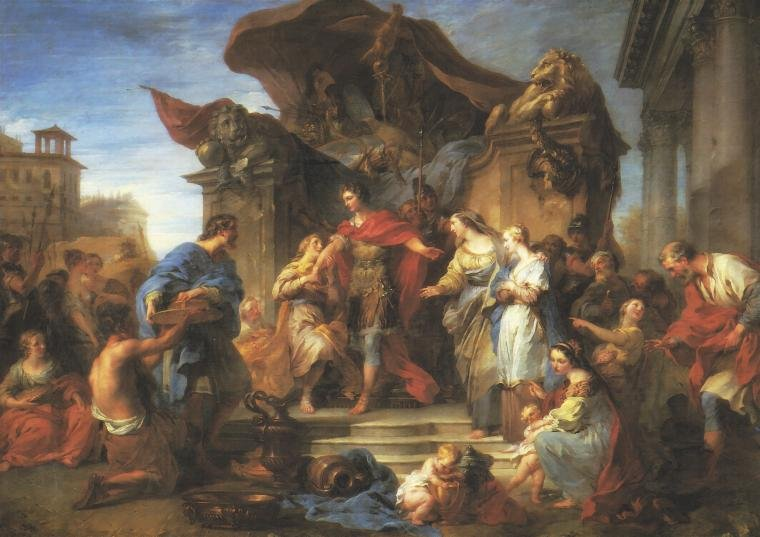
Lemoyne.
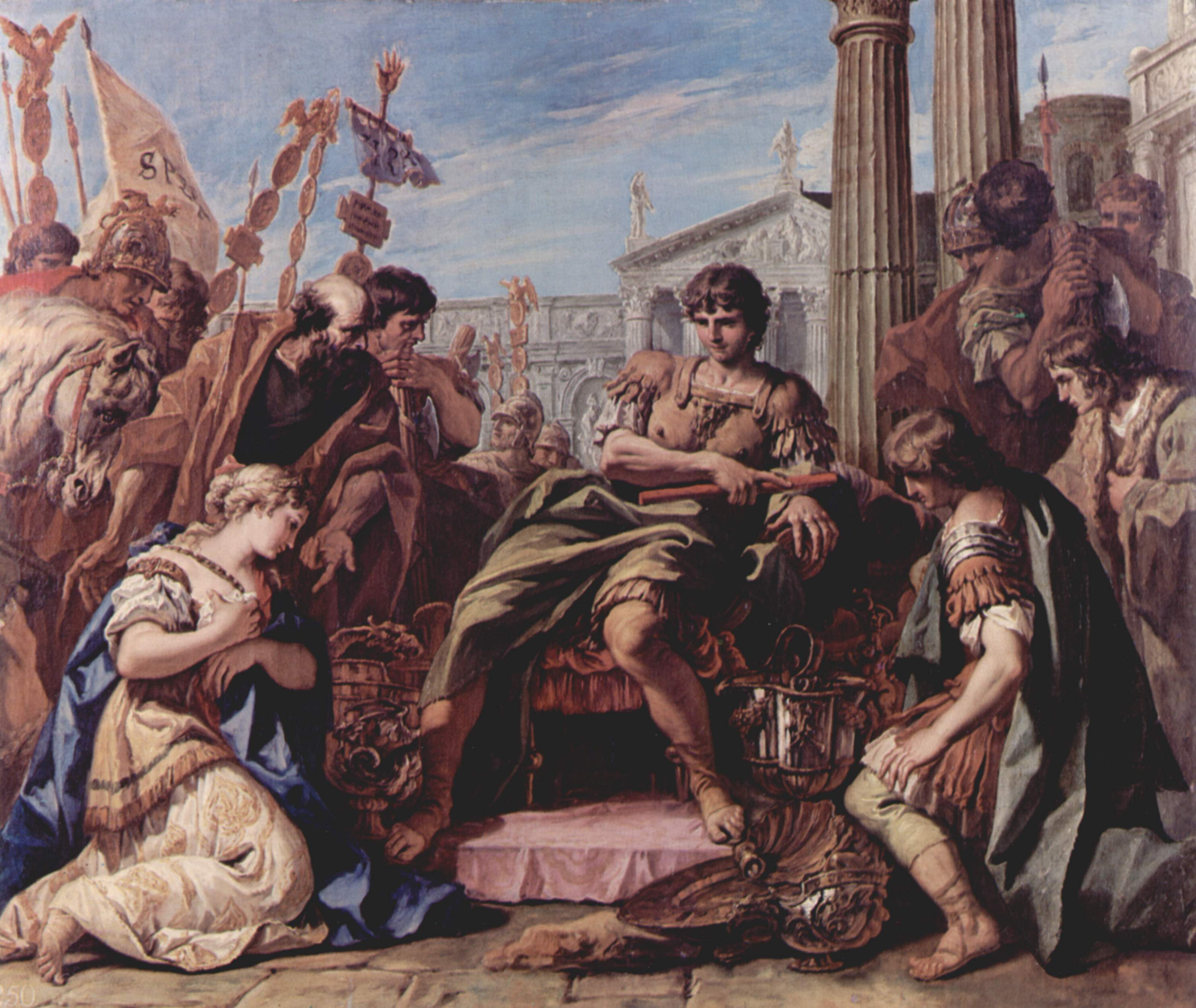
Sebastiano Ricci.
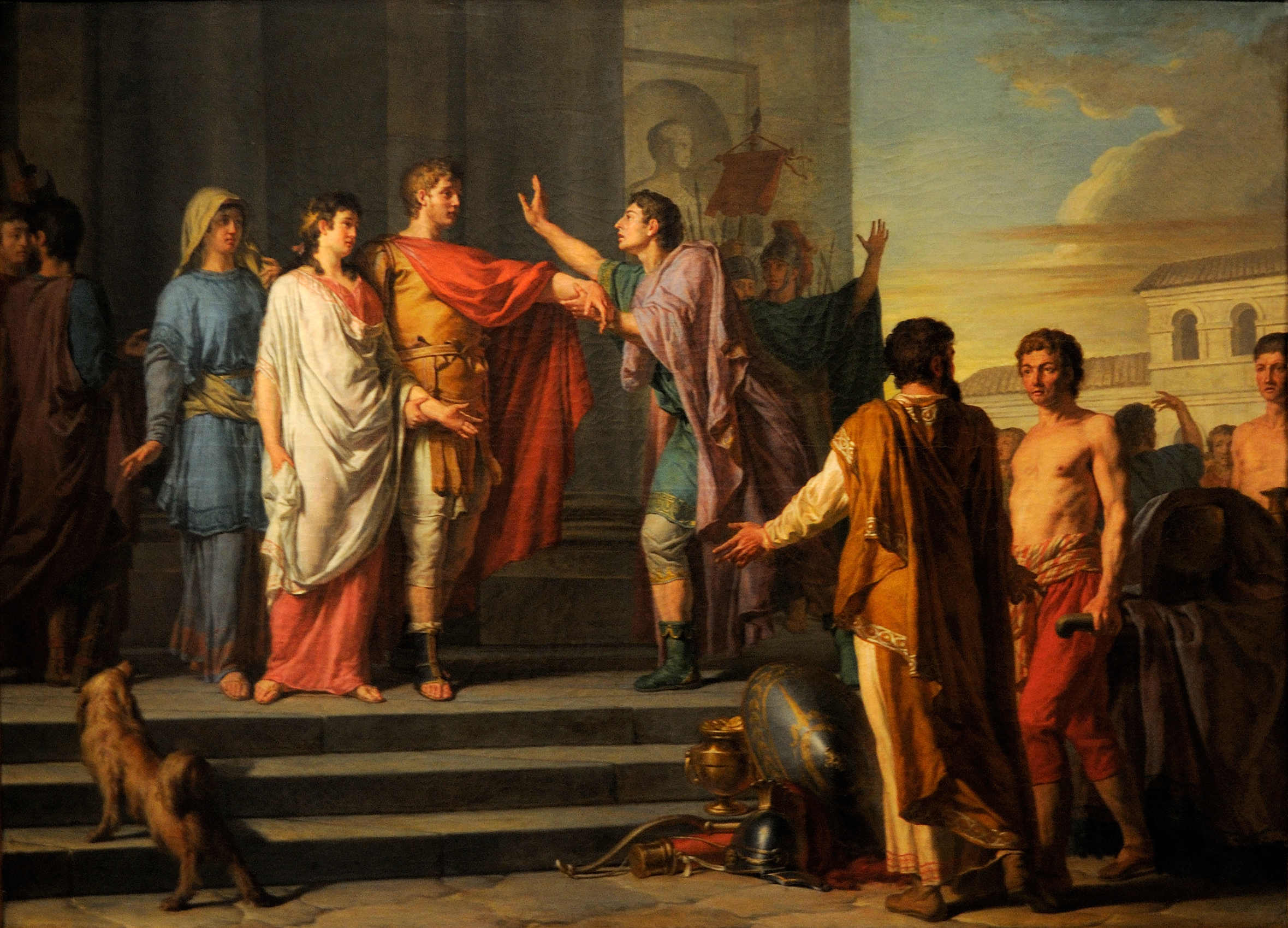
Nicolas-Guy Brenet.

## Ópera
El tratamiento operístico de la continencia de Escipión surgió, como ocurrió con casi todas las óperas de tema histórico, en Venecia. Entre 1664 y 1815 se estrenaron no menos de 19 óperas con el título de "Escipión" o similares ("Escipión Africano", "Escipión en España", "Escipión en Cartagena", etc.); en teatros de toda Italia (Roma, Nápoles, Florencia, Ferrara, Milán, etc.) y en Viena, Londres, Múnich y San Petersburgo.
- Scipione affricano, de Francesco Cavalli. Libreto de Nicolò Minato. Estrenada en el Teatro de los Santos Giovanni e Paolo de Venecia en 1664. Reposiciones: Ancona, 1666; Nápoles 1667; Ferrara y Florencia, 1669; Bolonia, 1670; y Roma, 1671.
- Scipione nelle Spagne, de Alessandro Scarlatti. Libreto de Apostolo Zeno. Teatro de San Bartolomeo de Nápoles en 1714.
- Scipione nelle Spagne, de Antonio Caldara. Libreto de Apostolo Zeno. Hoftheater de Viena en 1714.
- Scipione nelle Spagne, de Tomaso Albinoni. Libreto de Apostolo Zeno. Teatro de San Samuele de Venecia en 1724.
- Scipione, de Georg Friedrich Händel. Libreto de Paolo Rolli. King's Theatre de Londres 1728. Repuesta en 1730.
- Scipione in Cartagine nuova, de Geminiano Giacomelli. Libreto de Frugoni. Piacenza 1730.
- Scipio Africanus, de Carl Heinrich Graun. Libreto atribuido a Gottlieb Fiedler. Estrenada en Brunswick en 1732.
- Scipione nelle Spagne, de Giovanni Battista Ferrandini. Libreto de Apostolo Zeno. Estrenada en Múnich en 1732.
- Scipione nelle Spagne, de Carlo Arrigoni. Libreto de Apostolo Zeno. Estrenada en Florencia en 1739.
- Scipione in Cartagine, de Baldassare Galuppi. Libreto de F. Vanneschi. Estrenada en el King's Theatre de Londres en 1742.
- Scipione nelle Spagne, de Baldassare Galuppi. Libreto de Agostino Piovene. Estrenada en el Teatro de S. Angelo de Venecia en 1746.
- Scipione, de Francesco Araja. Libreto de Bonechi. Estrenada en San Petersburgo en 1745.
- Scipione nelle Spagne, de Ferdinando Bertoni. Libreto de Agostino Piovene. Estrenada en Milán en 1768.
- La clemenza di Scipione, de Johann Christian Bach. Libreto anónimo. Estrenada en el King's Theatre de Londres en 1776.
- Scipione in Cartagena, de Luigi Caruso. Libreto de Bellini. Estrenada en Venecia 1779 y en Roma en 1781.
- Scipione Africano, de Giuseppe Francesco Bianchi. Libreto de Nicolò Minato. Estrenada en Nápoles en 1786.
- Scipione, de Giordano Giordani. Libreto de E.Giusti. Estrenada en Rovigo en 1788.
- Scipione Africano, de Gioacchino Albertini. Libreto de Nicolò Minato. Estrenada en Roma en 1789.
- Scipione in Cartagena, de Giuseppe Farinelli. Libreto de Luigi Andrioli. Estrenada en Turín en 1815.

Händel compuso la ópera Scipione sobre el libreto de Paolo Rolli en 1726 para su estreno en el King's Theatre de Londres. Para la ocasión, Händel contó con un elenco del más alto nivel: la diva Francesca Cuzzoni, como la princesa Berenice, y los sopranos castrati rivales Senesino como Alucio y Antonio Baldi como Escipión.